# Noord-Saksisch voetbalkampioenschap 1927/28
In 1927/28 werd het twaalfde Noord-Saksisch voetbalkampioenschap gespeeld, dat georganiseerd werd door de Midden-Duitse voetbalbond. Riesaer SV werd kampioen en plaatste zich voor de Midden-Duitse eindronde. De club verloor van Naumburger SpVgg 05.

## Gauliga
| Plaats | Club                 | Wed. | W  | G | V  | Saldo | Ptn.  |
| ------ | -------------------- | ---- | -- | - | -- | ----- | ----- |
| 1.     | 1. SV Riesaer 03     | 18   | 17 | 0 | 1  | 87:20 | 34:2  |
| 2.     | FC 1901 Roßwein      | 18   | 14 | 0 | 4  | 94:22 | 28:8  |
| 3.     | Döbelner SC 02       | 18   | 11 | 1 | 6  | 46:41 | 23:13 |
| 4.     | FC 1911 Geringswalde | 17   | 8  | 0 | 9  | 28:43 | 16:18 |
| 5.     | VfB 1910 Rochlitz    | 18   | 7  | 2 | 9  | 53:75 | 16:20 |
| 6.     | SpVgg Waldheim       | 18   | 7  | 2 | 9  | 35:56 | 16:20 |
| 7.     | SV 1911 Gröditz      | 17   | 6  | 3 | 8  | 48:57 | 15:19 |
| 8.     | BC 1913 Hartha       | 17   | 5  | 3 | 9  | 47:60 | 13:21 |
| 9.     | SV Nünchritz         | 17   | 4  | 0 | 13 | 31:49 | 8:26  |
| 10.    | VfB Leisnig          | 16   | 2  | 1 | 13 | 25:71 | 5:27  |

|  | Kampioen, geplaatst voor Midden-Duitse eindronde |
|  | Degradatie                                       |